# モンゴル国のイスラム教

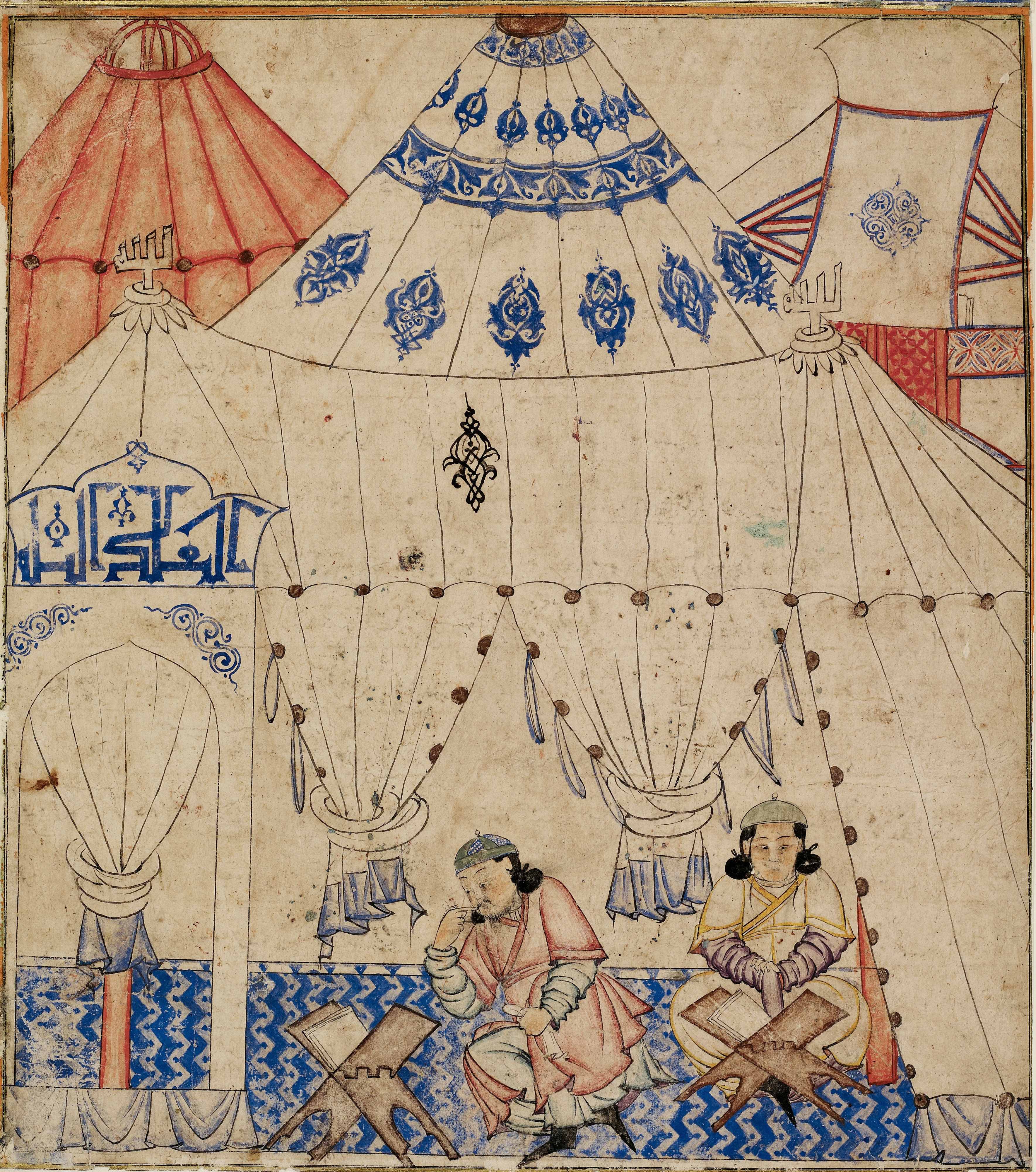
コーランを学ぶガザン・ハン

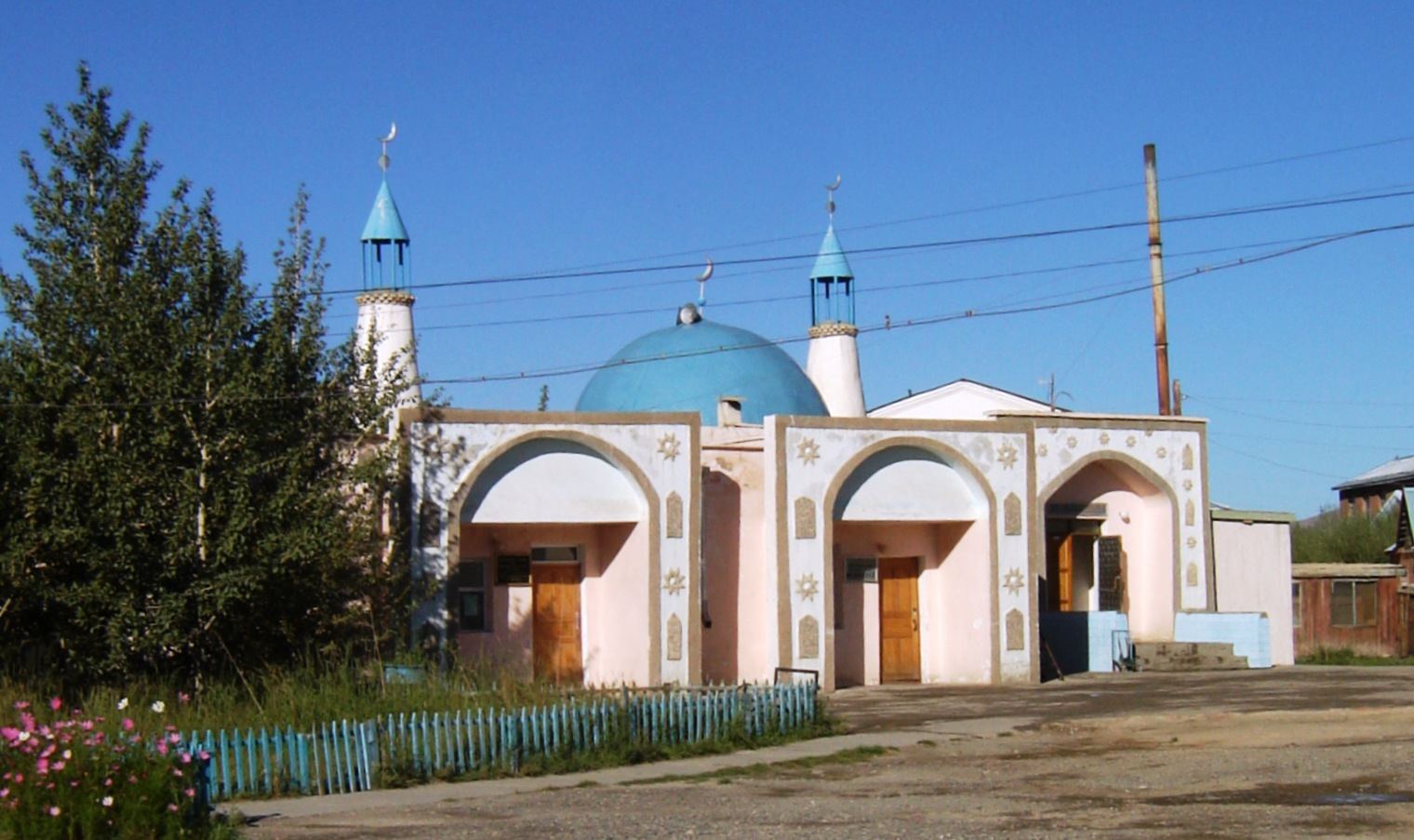
ウルギーのモスク

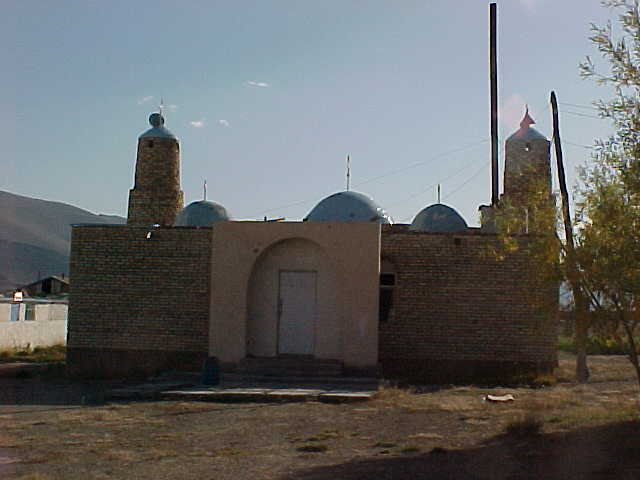
バヤン・ウルギー県トルボ村のモスク

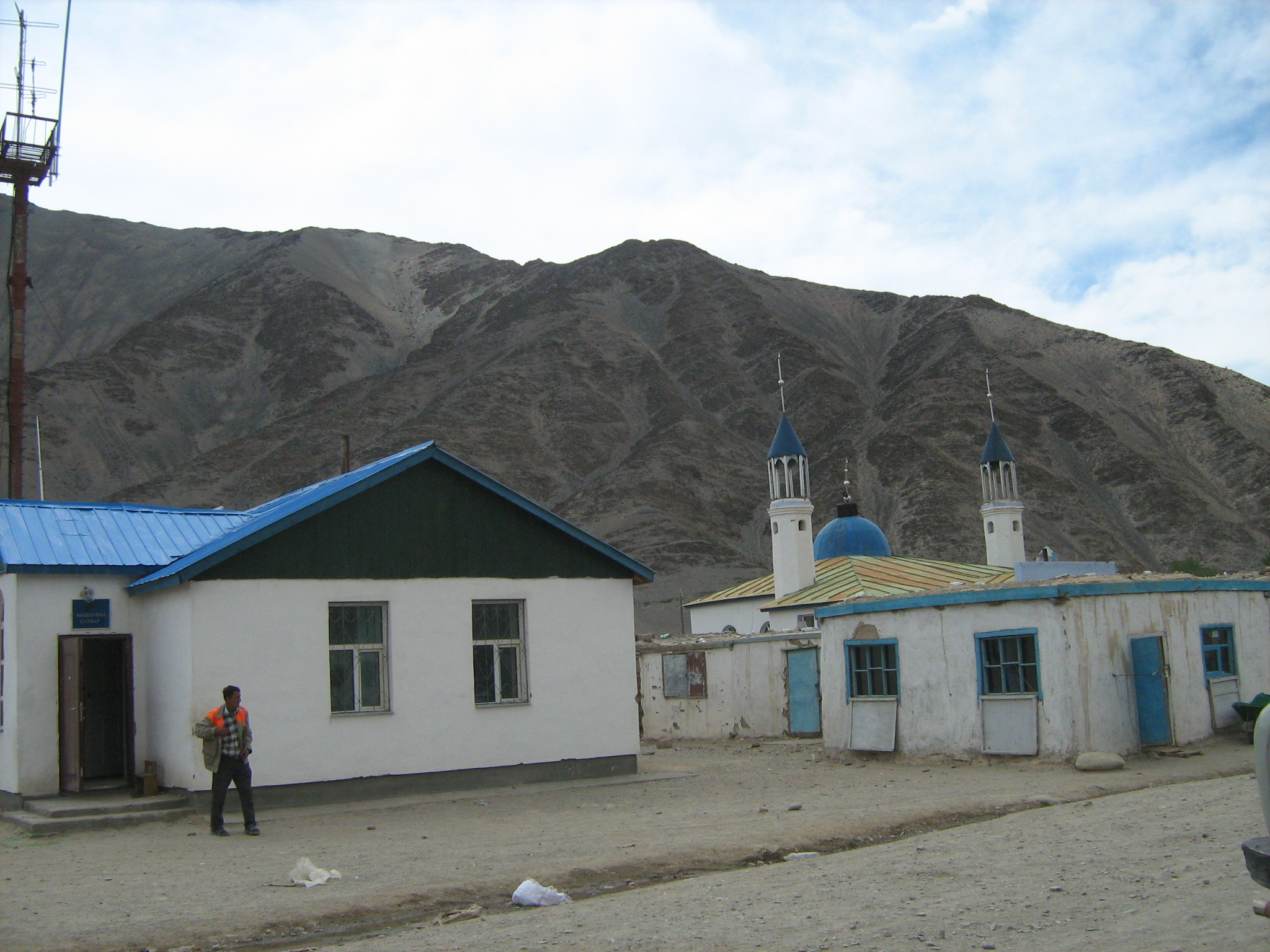
バヤン・ウルギー県ブルガン村のモスク

本項目ではモンゴルのイスラム教について記述する。

## 概要
総人口の約5%、特に西部のバヤン・ウルギー県（県人口の88.7%）やホブド県（同11.5%）のカザフ人が信仰。この他にも国内各地にカザフ人住民の地区は多い。

## 歴史
モンゴルのイスラム教が初めて記録されたのは、フランチェスコ修道会のウィリアム・ルブルックがカラコルムの宮廷で、モンケ・ハンに謁見した1254年であった。ルブルックはネストリウス派キリスト教会で復活祭を祝ったが、「偶像崇拝者」の寺院（仏閣や道観と見られる）7か所やモスク2か所があったと書き留めている。これにより歴史学者は、イスラム教が伝来したのは1222年から1254年までの時期と推定している。こうした文書は当時のモンゴルや中央アジアを知る貴重な史料として名高い。
イスラム教はまた、チンギス・ハンがアフガニスタンを征服した後、モンゴル人の注目を集めた。チンギス・ハンは1222年、モンゴルへの帰路トランスオクシアナのブハラに立ち寄り、イスラム教について尋ね、不要と考えたハッジを除いてイスラム教の教義を容認したと考えられている。ただしチンギス・ハン自身は先祖と同様テングリ信仰を守り抜いた。
チンギス・ハンの孫に当たるベルケが、ホラズム出身のダルヴィーシュであるサラーフ・ウッディーンの働き掛けにより、イスラム教に改宗。ベルケはモンゴルの支配者としては初めて改宗した1人となった。他にもムスリムの妻の影響を受け、改宗した指導者がいる。
ジョチ・ウルスの多くのモンゴル人を改宗させる上で重要な役割を果たしたのが、マムルーク朝の支配者バイバルスであった。バイバルスはジョチ・ウルスのモンゴル人との結び付きを強め、彼らがエジプトを遠征するための方策を講じた。エジプト遠征により、極めて多くのモンゴル人がイスラム教を受け入れることとなった。
1330年までにはモンゴル帝国を構成する4汗国のうち、3つがムスリム国家となった。ジョチ・ウルス、イルハン朝、チャガタイ・ハン国である。なお、イルハン国は当初イスラム教を弾圧していたが、13世紀末になるとガザン・ハンの下イスラム保護政策へと転ずる。税制面でも、保有する家畜の数に従って人頭税や家畜税が定められていたものの、土地税へ変化。
元朝もペルシア人などのムスリムを「色目人」として重用。モンゴル人に次ぐ準支配階級として、政治や経済、文化の諸分野で活躍することとなる。なかんずく天文学や数学などを中心とするイスラム文化が栄えた。
元朝の宮廷はチベット仏教を公認の宗教としていたものの、一般的なモンゴル人の大部分、特にモンゴル本土に住み続けた者は、シャーマニズムを固守。同朝の衰退後、シャーマニズムは再度支配宗教となるが、程度の差こそあれ、モグーリスタン・ハン国のようなムスリム諸国との政治的、経済的関係は続いた。
ムスリム系カザフ人が19世紀末以降、ジュンガル盆地やアルタイ山脈付近に定住し始める。こうしたカザフ人の大部分はケレイト部族とナイマン部族で、その多くが帝政ロシアの迫害から逃れてきた者達であった。ボグド・ハーンが1911年12月29日にモンゴルにおける実権を掌握すると、新疆やアルタイ地域のカザフ人は新政権による庇護を求め、政府側もカザフ人にホブド地方への定住を認めることとなる。
その後モンゴル人民共和国が1921年に独立すると、政府はカザフ人に対し独自文化の継承と存続を約しており、カザフ語を公用語として認めるに至る。
バヤン・ウルギー県が1940年、モンゴル人民共和国の行政改革により成立。出生率が過去最高となったことから、国内のムスリム人口は1956年から1989年にかけて増加の一途をたどることとなる。しかしながら、ソビエト連邦崩壊に伴いカザフスタンへカザフ人が大挙して帰還したため、1990年から1993年にかけて減少。また、1990年に民主化して以降、宗教活動が自由にできるようになった。

## 現況
首都のみならず西部で強い。ムスリムが多い主要都市としては、ウランバートル（ナライフ区第4ホローで90%）、トゥブ県、セレンゲ県、エルデネト市、ダルハン市、ブルガン市、シャリンゴル市（市の総人口の17.1%）、ベルフ市が挙げられる。
| 1956   | %    | 1963   | %    | 1969   | %    | 1979   | %    | 1989    | %    | 2000    | %    | 2007    | %    |
| ------ | ---- | ------ | ---- | ------ | ---- | ------ | ---- | ------- | ---- | ------- | ---- | ------- | ---- |
| 36,729 | 4.34 | 47,735 | 4.69 | 62,812 | 5.29 | 84,305 | 5.48 | 120,506 | 6.06 | 102,983 | 4.35 | 140,152 | 5.39 |

## 著名人

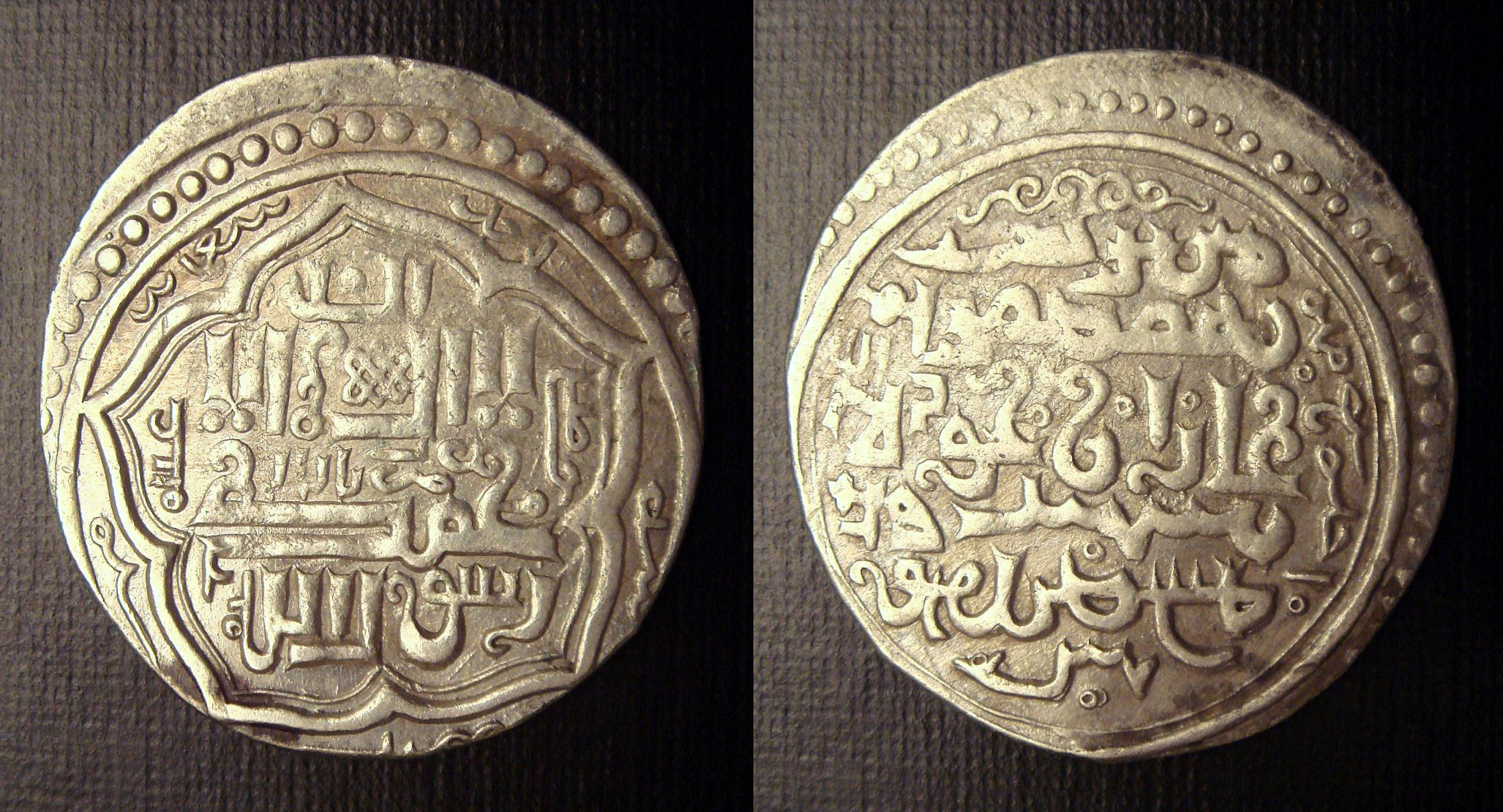
ガザン・ハンの硬貨はシャハーダと共に鋳造

- ベルケ - チンギス・ハンの孫にして、モンゴル初のイスラム改宗者となったジョチ・ウルスの指導者[14]
- マフムード・ガザン - イルハン朝第7代君主[15]
- オルジェイトゥ - かつてはクリスチャンであったが、1304年から1316年までイラン・イルハン朝第8代君主を務めた[16]
- ムバラク・シャー - チャガタイ・ハン国のウルスの長[17]
- ナウルーズ - イスラム改宗者[18]にして、イルハン朝の政治に重要な役割を果たす
- ネグダル - 将軍にしてノヤン[19]
- ノガイ - 将軍にしてチンギス・ハンの曽孫[20]
- タルマシリン - ドゥアの子で西チャガタイ・ハン国の君主
- テグデル - かつてネストリウス派キリスト教徒であったイルハン朝の君主[21]
- トゥダ・メング - ジョチ・ウルスの指導者[22]
- トゥグルク・ティムール - モグーリスタン・ハン国の長[23]
- オルジェイ・テムル - サマルカンドのティムールのもとに滞在中に改宗。改宗後はブヤンシリ・ハンとも呼ばれる